# Vaina (armas de fuego)

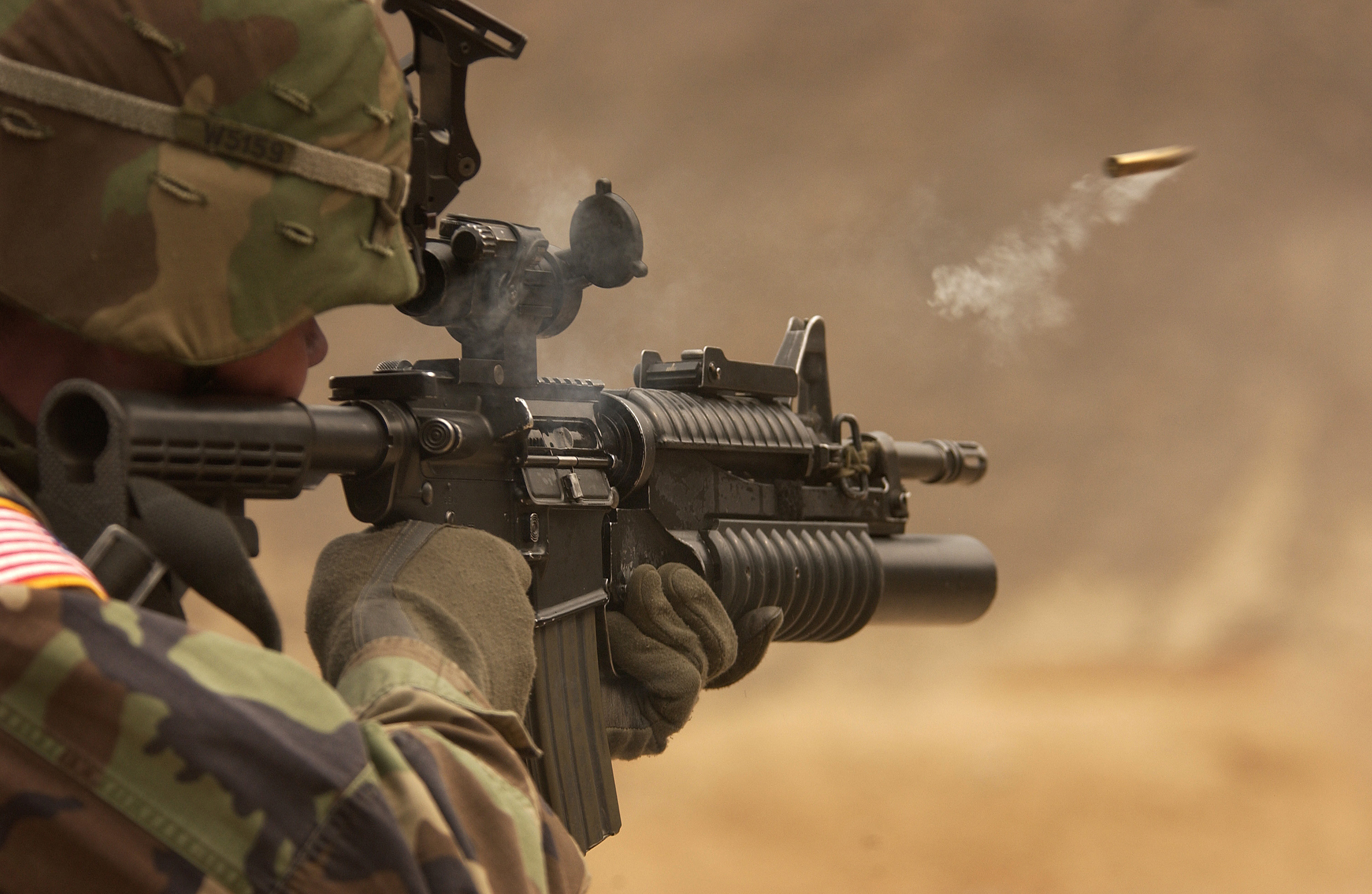
Una M4 Carbine justo después de disparar, con una vaina expulsada al aire

Un vaina, denominada también simplemente "el latón", es la parte de un cartucho que contiene la carga de pólvora, el fulminato, y la bala embutida a presión. Una vez disparada, la vaina está vacía, su carga de pólvora se ha quemado, el fulminato ha sido utilizado y la bala ha sido propulsada.

## Materiales

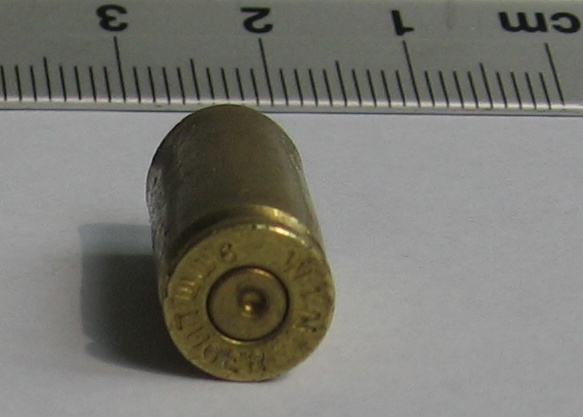
Vaina vacía, 9 mm Luger

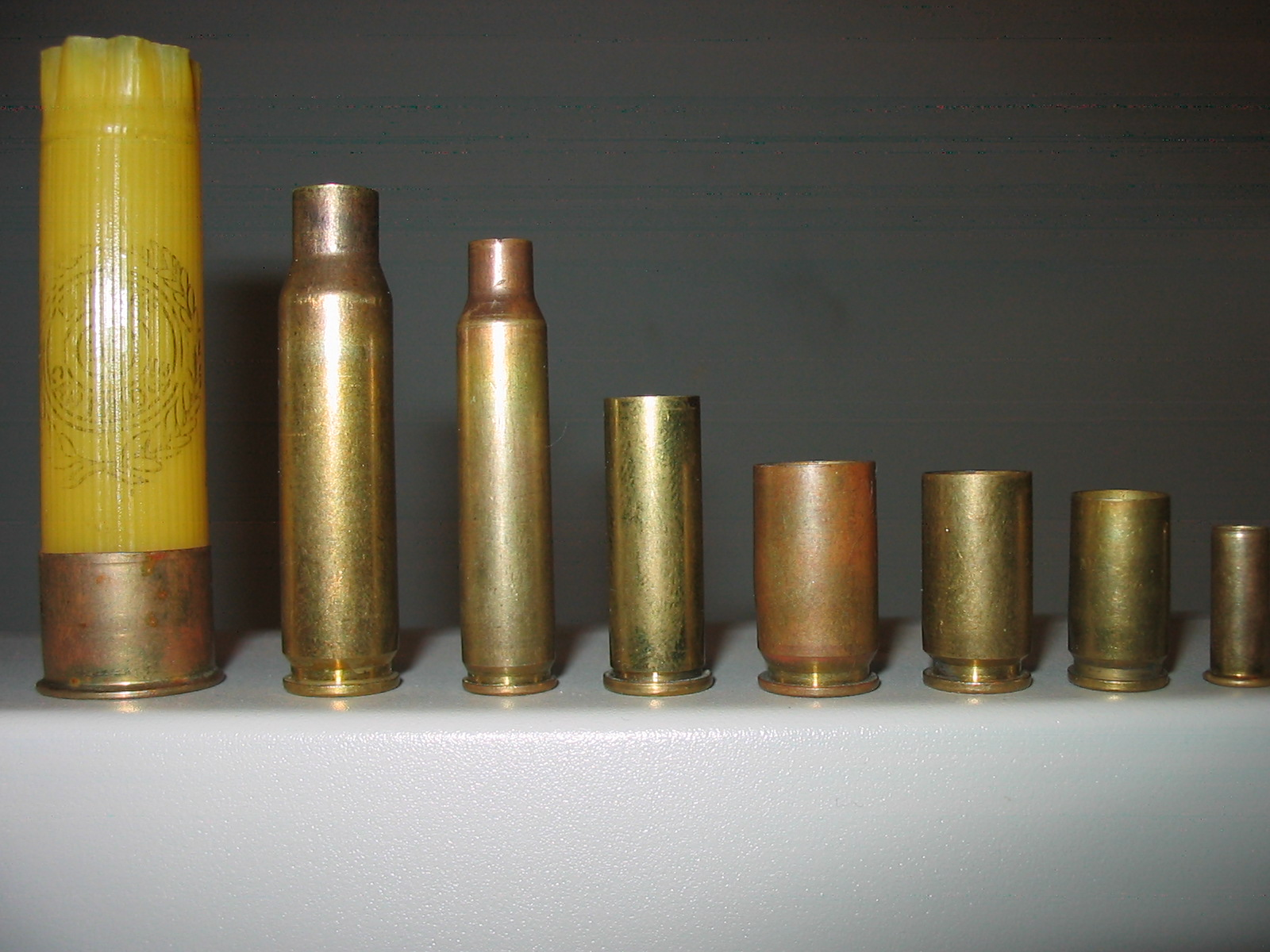
Varias vainas de los calibres más comunes

El latón es un material empleado muy a menudo, puesto que es bastante dúctil para ser reformado y recargado repetidamente. Sin embargo, algún tipo de munición de baja calidad para el "tiro informal", así como una parte de la munición militar (principalmente de la antigua Unión Soviética y la China comunista) se hace con vainas de acero inoxidable, porque el acero es menos costoso que el latón. Dado que los militares suelen considerar que las vainas de los cartuchos de armas pequeñas, son de un solo uso, la carencia de ductilidad no es una desventaja para este tipo de aplicación.
En las armas con cañón de ánima rayada la vaina está generalmente hecha de latón, mientras que en las de alma lisa (que es generalmente cilíndrica) la vaina está hecho de latón solo en la parte inferior, mientras que el cuerpo es de plástico a pesar de que se ha intentado hacerlo otros materiales.

## Criminalística
Después de un delito cometido con una arma de fuego, la policía intenta recoger, al escenario del crimen, todas las vainas y las balas empleadas por las armas asociadas con el delito.
Las armas de fuego automáticas y semiautomáticas, extraen y expulsan la vaina de forma automática como parte de su operación, aunque a veces dañan la vaina en el proceso de expulsión, estas marcas se pueden emplear para identificar el arma que la ha disparado.